# Repertoiresystem
Ein Repertoiresystem (auch Ensemble-System) haben Theater, die ein dauerhaft engagiertes Ensemble besitzen, mit dem sie mehrere hauseigene Inszenierungen über Monate oder Jahre hinweg im Repertoire behalten können. Solche Theater werden Repertoiretheater genannt. Die Besetzungen bleiben in der Regel gleich, nur in Einzelfällen kommt es zu Umbesetzungen (z. B. bei mit Gästen besetzten Hauptrollen oder bei Krankheit eines Darstellers). Das Gegenteil hierzu ist das Stagionesystem.

## Internationale Situation
Im englischen Sprachraum, wo das Programm vieler Bühnen aus einem einzigen möglichst lange gespielten Stück besteht, werden Theater mit Repertoiresystem als repertory theatre oder kurz rep bezeichnet; in den Vereinigten Staaten spricht man von stock theater. Im klassischen amerikanischen stock theater der Zeit vor dem Zweiten Weltkrieg wurde jede Woche mindestens ein neues Stück einstudiert und herausgebracht (Uraufführungstheater). Viele größere Theater (etwa am New Yorker Broadway) sind hingegen keine Institutionen mit stehendem Betrieb, sondern oft nur Gebäude, die bei Bedarf gemietet werden.

## Schauspielhäuser
Viele wichtige europäische Schauspielhäuser, zum Beispiel das Wiener Burgtheater, das Bayerische Staatsschauspiel in München, die Nationaltheater Mannheim und Nationaltheater Weimar, die Comédie-Française in Paris oder das Kungliga Dramatiska Teatern (Dramaten) in Stockholm haben ein Repertoiresystem. Im mittel- und nordeuropäischen Raum gilt es als Standard. Eher selten sind hier Häuser mit einem En-suite-Spielbetrieb, wie er im angelsächsischen Raum, aber auch in Italien und den anderen romanischen Ländern nahezu ausschließlich vorherrscht. Das En-suite-System ist in Schauspielhäusern das Gegenteil des Repertoiresystems.

## Opernhäuser
Auch Opernhäuser können einen Repertoirebetrieb aufweisen. Damit können in jeder Saison viele verschiedene Werke aufgeführt werden, darunter vielleicht sechs Neuinszenierungen, in der Mehrzahl jedoch Wiederaufnahmen von älteren Produktionen. Dies bedarf eines Orchesters, das zahlreiche Werke im Repertoire hat, die mit wenigen oder keinen Proben gespielt werden können. Der Chor muss dieselben Voraussetzungen erfüllen. Die Technik der Häuser muss imstande sein, die Bühnenbilder ständig auf- und abzubauen, zum Beispiel durch Schichtbetrieb bei den Bühnentechnikern. Zudem muss ein Sängerensemble vorhanden sein, das sich für die Partien der unterschiedlichsten Opern eignet. An den großen Häusern wird dies durch die Verpflichtung einer Vielzahl von Gastsängern ermöglicht. Insgesamt ist das Repertoiresystem sehr aufwändig und bedarf einer entsprechenden finanziellen Basis. Kleinere Theater bieten meistens nur eine begrenzte Auswahl an Opern an, die nach der Einstudierung ungefähr eine Saison lang laufen.
Das Gegenteil des Repertoiresystems im Bereich der Oper ist das Stagionesystem. Opernhäuser mit klassischem Repertoiresystem sind heute nur noch selten anzutreffen. Große Häuser behalten ihre Stücke nicht mehr das ganze Jahr über im Repertoire, sondern bieten von jeder Repertoireinszenierung eine Aufführungsserie pro Saison an. Dies nennt man Semi-Stagionebetrieb. Die Wiener Volksoper oder die Komische Oper Berlin hingegen arbeiten nach dem traditionellen, heute in der Regel den Sprechtheatern vorbehaltenen Muster.
Zwischenlösungen sind in Häusern wie der Mailänder Scala, der Pariser Oper oder dem Royal Opera House in London anzutreffen. Sie liegen in ihrer Arbeitsweise zwischen Repertoire- und Stagionehäusern. Einerseits bieten sie nur eine beschränkte Zahl von Stücken pro Saison an, andererseits nehmen sie auch ältere Inszenierungen teilweise über viele Jahre oder gar Jahrzehnte hinweg wieder auf. Sie besitzen zudem ein eigenes Orchester und einen eigenen Chor.

### Bekannte Opernhäuser mit großem Repertoire
- Metropolitan Opera (Semi-Stagione)
- Bayerische Staatsoper (Semi-Stagione)
- Wiener Staatsoper
- Volksoper
- Deutsche Oper Berlin
- Komische Oper Berlin
- Nationaltheater Mannheim